# Magda Oranich Solagran
Magda Oranich i Solagran (Barcelona, 11 de diciembre de 1945) es una abogada y política española. Licenciada en Derecho y en Periodismo, fue detenida por participar en reuniones de la Asamblea de Cataluña. Dedicada al Derecho penal, defendió a Salvador Puig Antich y formó parte del equipo defensor de una de las últimas personas fusiladas por el franquismo, el militante de ETA Jon Paredes Manot Txiki en el consejo de guerra sumarísimo celebrado el 19 de septiembre de 1975. Tras el fin del franquismo militó en Nacionalistes d'Esquerra y después en Iniciativa per Catalunya, en cuyas listas fue elegida diputada por Barcelona en las elecciones al Parlamento de Cataluña de 1992.
En las Elecciones al Parlamento de Cataluña de 2017, Oranich aparece en las listas de Junts per Catalunya.
También ha sido miembro de la Comisión de los Derechos Humanos del Colegio de Abogados de Barcelona y de la Comisión de Reforma de los Estatutos del Fútbol Club Barcelona. En 1995 abandonó IC y fue concejala independiente en las listas de CiU para el Ayuntamiento de Barcelona desde 1999, donde quedó adscrita al Distrito de Gràcia, miembro de la Comisión de Sostenibilitad, Servicios Urbanos y Medio Ambiente, miembro de la Comisión de Seguridad y Movilidad. También es Secretaria del Comité catalán de ACNUR desde el 2001, año de su fundación, y miembro de la Fundación Ramon Trías Fargas. Ha sido también vicepresidenta del Consejo Nacional de Mujeres de Cataluña y ha representado a multitud de mujeres víctimas de violencia y a víctimas de malos tratos en orfanatos franquistas.
Es autora de varios libros, entre ellos Qué es el feminismo, Què pensa Magda Oranich, junto con la periodista Mayka Navarro, y Ganes de viure: la meva lluita contra el càncer.
Desde el 23 de abril de 2009 forma parte de la junta directiva del Fútbol Club Barcelona, presidida por aquel entonces por Joan Laporta.
Fue una de las personas conocidas que pusieron su imagen para apoyar la ILP contra la tauromaquia en Cataluña y es presidenta de la Comisión de Protección de los Derechos de los Animales del Colegio de Abogados de Barcelona.

## Principales premios y distinciones
- Premio Ramon Trias Fargas de las Juventudes Nacionalistas de Cataluña[1]
- Premio de la Fundación FEFOC
- 2009: Premio 1978 de la Coordinadora Gay-Lesbiana de Cataluña[1]
- 2013: Premio APDDA 2012, concedido por la Asociación Parlamentaria en Defensa de los Animales (APDDA)[14]
- 2017: Premio Valores a la Abogacía Comprometida, concedido por el Consejo de la Abogacía Catalana[15]
- 2022: Medalla del Colegio de Abogados de Barcelona.[16]